# Oligosoma acrinasum
Oligosoma acrinasum är en ödleart som beskrevs av  Hardy 1977. Oligosoma acrinasum ingår i släktet Oligosoma och familjen skinkar. IUCN kategoriserar arten globalt som nära hotad. Inga underarter finns listade i Catalogue of Life.